# Viajera (novela)
Viajera (título original: "Voyager"), es el tercer libro de la Saga Forastera escrito por Diana Gabaldon y perteneciente al género de novela romántica y ficción histórica. Ésta entrega narra las aventuras de la doctora Claire Randall después de viajar al pasado por segunda vez para reencontrarse con su esposo James Fraser después de haber estado separados durante 20 años.
Una adaptación televisiva de la saga, llamada Outlander, se estrenó en agosto de 2014 por el canal Starz, con Caitriona Balfe y Sam Heughan interpretando a Claire Randall y James Fraser, respectivamente. La tercera temporada de la serie, que se transmitió de septiembre a diciembre de 2017, está basada en los eventos de Viajera.
La novela anterior, terminó con Claire contándole a su hija Brianna la verdad sobre el viaje en el tiempo y la identidad de su verdadero padre, Jamie Fraser. En Viajera, Claire y Brianna vive en Boston en el año 1968 y ambas rastrean la vida de Jamie después de la batalla de Culloden durante el levantamiento jacobita de 1745. Al descubrir que Jamie sobrevivió a la batalla, Claire regresa al círculo de piedras que veinte años antes la envió a través del tiempo para reencontrarse con Jamie.

## Trama

### 1746
Viajera empieza en el páramo de Culloden luego de finalizada la batalla, donde Jamie se despierta gravemente herido y con el cadáver de su rival Jack Randall sobre él. Es llevado a una granja cercana donde 18 soldados de las Tierras Altas han buscado refugio después de la batalla de Culloden, allí Jamie se entera de que Murtagh murió en combate. Harold Gray, conde de Melton, llega como representante del duque de Cumberland y anuncia que todos los sobrevivientes serán fusilados. Mientras cada hombre es llevado afuera para ser ejecutado, Melton toma su nombre para los registros. Cuando es el turno de Jamie, Melton lo reconoce como el famoso jacobita "Jamie el rojo", lo cual le prohíbe ejecutarlo porque, años antes en Preston, Jamie salvó a su hermano menor, John Grey, por lo que envía a Jamie a casa para que muera por sus heridas, pero Jamie sobrevive.
Cuando los ingleses recorren el país en busca de rebeldes jacobitas, Jamie se esconde en una cueva cerca de Lallybroch para evitar ser capturado. Él visita a su hermana, Jenny, y a su familia una vez al mes para afeitarse, asearse y escuchar noticias. Jamie firma una escritura para que Lallybroch esté a nombre del hijo mayor de Jenny, también llamado Jamie, para evitar que los ingleses se apoderen de su hogar por ser propiedad de un traidor. Jamie se convierte en una leyenda escocesa y es llamado "Dunbonnet". Luego hace que su familia lo entregue a los casacas rojas, así ellos puedan reclamar la recompensa que había por su captura y eviten morir de hambre. Jamie es enviado a la prisión de Ardsmuir donde se convierte en el líder de los prisioneros y es llamado "Mac Dubh" por ellos. En Ardsmuir, Jamie se reencuentra con Lord John Grey quien es el nuevo alcaide de la prisión. El predecesor de Lord John le dice a este que él invitaba a Jamie a cenar una vez por semana para hablar sobre los otros prisioneros y sugiere que Lord John continúe con la costumbre, lo cual hace. John cree que Jamie sabe el paradero del oro francés supuestamente enviado a Carlos Estuardo. Cuando la prisión cierra, la Corona transporta a los prisioneros a Estados Unidos y utiliza la antigua prisión como cuartel del ejército; pero John ayuda a Jamie enviándolo a Helwater, la hacienda de Lord Dunsany, para que trabaje como sirviente.
Ginebra, la hija más joven de Lord Dunsany, se enamora de Jamie, aunque está comprometida con Lord Ellesmere. Ginebra chantajea a Jamie para que tenga relaciones sexuales con ella, luego deja Helwater y se casa con Lord Ellesmere. Nueve meses después, Ginebra da a luz a un niño y al otro día ella muere por complicaciones postparto. Ellesmere le dice a Lord Dunsany que el bebé no es suyo y amenaza con matarlo; pero Jamie mata a Ellesmere primero. El bebé, llamado William, regresa a Helwater con ellos. En recompensa por sus acciones, la esposa de Lord Dunsany le pide a Lord John que solicite un indulto para Jamie así éste puede volver a Lallybroch. Lord John consigue que Jamie sea perdonado, sin embargo, Jamie decide quedarse varios años más en Helwater criando a Willie. Cuando el parecido de Willie consigo mismo se hace evidente, Jamie le pide a Lord John que cuide a Willie y luego regresa a Lallybroch.

### 1968
En el siglo XX, el hijo adoptivo del reverendo Wakefield, Roger MacKenzie, le ofrece a Claire investigar el destino de Jamie después de Culloden. Cuando Roger, Claire y la hija de Claire, Brianna, encuentran evidencia de que Jamie escribió un artículo impreso en 1765, Claire considera regresar con él, y Brianna la apoya. En Halloween de 1968, Claire regresa a 1766 para reencontrarse con Jamie.

### 1766
Claire encuentra a Jamie en Edimburgo bajo el nombre de Alex Malcolm, contrabandeando licor bajo la fachada de una imprenta. Su sobrino, el joven Ian, huye de Lallybroch para "ayudar" a su tío en el negocio. Claire se reúne con el hijo que adoptaron con Jamie, Fergus, a quien conoció como un niño francés ladrón de carteras de 10 años, ahora ya en sus 30 años. Para explicar su ausencia, Claire les dice a todos que estaba con parientes en Francia, creyendo que Jamie murió en Culloden, y solo se enteró de que estaba vivo hacía poco tiempo.
Después de que un trato sale mal, Jamie lleva a Claire y al Joven Ian a Lallybroch, donde Claire descubre que Jamie se casó de nuevo y tiene dos hijastras, Marsali y Joan, y que la esposa de Jamie es Laoghaire, quien, 20 años antes, había hecho que Claire sea arrestada y casi quemada por brujería. Sintiéndose enojada y traicionada, Claire deja Lallybroch, pero el Joven Ian la trae de vuelta y le dice que Laoghaire le disparó a Jamie. Al regresar, Claire ve que la herida está infectada y salva a Jamie con antibióticos y jeringas traídas del siglo XX. Jamie negocia un acuerdo con Laoghaire para pagarle 1.435 libras en compensación y mantenerla hasta que se case nuevamente. Para obtener el dinero, él, Claire y el Joven Ian van a buscar el oro jacobita y las joyas enterradas en una isla no lejos de Ardsmuir. Cuando tengan el tesoro, planean ir a Francia y vender las joyas, pero el Joven Ian es secuestrado por un barco extraño. Jamie y Claire van a Francia, donde el primo de Jamie, Jared, les dice que el barco que buscan se llama Bruja y les da un barco llamado Artemis para que vayan a las Indias Occidentales y rescaten a Ian. La hija de Laoghaire, Marsali, va con ellos para casarse con Fergus.
En el mar, su barco es abordado por un barco inglés llamado Marsopa, que busca un cirujano. Claire siente que debe ir al Marsopa para ayudar ya que, como doctora, hizo un juramento ético. Mientras Claire trata a los enfermos, el Marsopa se pone en marcha con Claire a bordo, separándola de Jamie nuevamente. Claire se entera de que el hombre que busca a Jamie por contrabando está a bordo del Marsopa y que planea arrestar a Jamie una vez lleguen a Jamaica. Claire salta del Marsopa y es arrastrada por la corriente hacia una isla llamada La Española, donde es encontrada por un naturalista que estudia la flora de la isla, el Dr. Stern, y un extraño sacerdote, el padre Fogden. El Artemis encalla en La Española después de una tormenta y Claire pronto se entera de que Jamie había abandonado a la tripulación para rescatarla. Él es capturado brevemente pero escapa y se reencuentra con Claire.

### Jamaica
Disfrazado de francés, Jamie asiste a un baile para el gobernador local (su viejo amigo Lord John Grey) y se va a hablar con John en privado. Una joven es asesinada en el baile y los invitados son detenidos bajo sospecha. Claire también habla con John y él le dice que le dio a Jamie un retrato de su hijo, Willie, de quien Jamie aún no le ha hablado. Jamie y Claire buscan al Joven Ian en un mercado de esclavos y luego en la plantación de una mujer llamada la señora Abernathy, a quien identifican como Geillis Duncan. Después de su estancia con ella, Jamie y Claire descubren que Geillis tiene cautivo a Ian. Jamie y sus hombres planean rescatar a Ian, solo para descubrir que Geillis se fue y se llevó a Ian con ella. Claire descubre que Geillis tenía una foto de Brianna clavada en una mesa, por lo que deduce que Geillis usará a Brianna como un sacrificio humano. Después de una lucha en una cueva en Jamaica, Claire mata a Geillis con un hacha y ella y Jamie escapan con Ian. Mientras navegan en el Artemis de vuelta a Escocia, son perseguidos por el Marsopa nuevamente. Durante una tormenta, el Marsopa se pierde, y el Artemis se desvía de su rumbo y naufraga en la costa estadounidense de Georgia.

## Diferencias entre el libro y la serieOutlander
A continuación se detallan las principales diferencias entre el libro y la tercera temporada de la serie Outlander:
| Diferencia                                                       | Serie | Libro |
| La batalla de Culloden                                           | Serie: Jamie recuerda como carga hacia la batalla junto a otros Highlanders. En alguna otra escena se ve a Jamie en la batalla con su ropa manchada de sangre y luchando ferozmente en la batalla. | Libro: El libro no muestra la batalla de Culloden. Solo sabemos algunos detalles que Jamie por los recuerdos que Jamie va recuperando a lo largo de los libros ya publicados. Diana Gabaldon ha dicho que en el futuro libro 9 sabremos lo que realmente ocurrió y compartió estas escenas con el equipo de guionistas de la serie antes de que filmaran la batalla. |
| La muerte de Black Jack Randall                                  | Serie: El cadáver del capitán Jonathan Randall yace sobre Jamie en el campo de Culloden. Entre los recuerdos que vienen a la mente de Jamie se ven trozos de su enfrentamiento con Jonathan Randall y de cómo cruzaron espadas. Recuerda la lucha, el profundo corte que recibió de Randall, el momento en el que logra herir mortalmente al capitán y luego cuando van cayendo juntos en el campo de batalla.                                                                                   | Libro: Cuando despierta en el campo de batalla Jamie tiene su cadáver encima y la cabeza del mismo yace sobre su vientre. Pero el resto de recuerdos de Jamie referentes a su encuentro con Randall son confusos e incluso no tiene la certeza de haberlo matado. Diana Gabaldon ha declarado que lo sabremos finalmente cuando se publique el noveno libro. |
| El parto de Claire                                               | Serie: Ya en el hospital, el doctor les pregunta si es su primer hijo y Frank contesta que sí mientras Claire contesta que no pues Frank no sabía del aborto que ella sufrió en 1744. Ya en el quirófano el doctor le comunica a Claire que será sedada; ella se niega, se opone rotundamente, pero su pedido es ignorado. | Libro: En el libro no hay mención a los detalles del parto. Tampoco se sabe si Claire le contó alguna vez a Frank sobre el aborto previo al embarazo de Brianna. |
| Jamie ve a Claire en Lallybroch                                  | Serie: Jamie aparece durante el día en Lallybroch cargando un ciervo recién cazado y ve a Claire en el patio pero rápidamente se deshace el espejismo y descubre que es realmente su hermana Jenny que está en el exterior de la casa. | Libro: Esta escena no sucede en el libro. Jamie no tenía por costumbre llegar de día, solía ir de noche para evitar ser descubierto. En el libro Jamie deja claro que había visto a Claire en varias ocasiones en especial cuando creía que estaba cercano a la muerte. |
| Claire conoce a Joe Abernathy                                    | Serie: Mientras Claire espera por su primera clase de anatomía, entra un joven de color, quien busca donde sentarse.El joven se le acerca y le pregunta si el lugar está vacío, ella responde que si, él se sienta y se presenta como Joe Abernathy . | Libro: Claire conoce a Joe, cuando está realizando su residencia, no de estudiantes. Claire va a relajarse un momento a la sala de descanso de los médicos y comienza a leer una novela de aventuras cuando el libro cae a los pies de Joe, él hace un comentario y de allí se convierten en excelentes amigos. |
| Murtagh está vivo                                                | Serie: Sí, el padrino de Jamie, Murtagh está vivo y en la misma celda que él. Ellos conversan sobre el nuevo director de la prisión, Murtagh tiene un trozo de tartán y Jamie le pide que lo esconda ya que sabe cuál es el castigo por su posesión. | Libro: Esto no sucede en el libro. Murtagh muere en la batalla de Culloden, el tartán lo tiene uno de los compañeros de celda de Jamie y es descubierto en una de las inspecciones. Jamie se hace cargo de la acusación y recibe los latigazos. |
| Fiona le devuelve las perlas a Claire                            | Serie: Fiona le devuelve a Claire el collar de perlas que, si bien su abuela se lo dejó, seguramente estaría contenta con que Claire lo recupere. Claire cuenta que se lo dio a la Señora Graham porque para ella significó mucho toda su ayuda. | Libro: En el libro, Claire nunca le regala el collar de perlas de Ellen a la señora Graham por lo tanto no es necesario que Fiona le regrese nada a Claire.En la serie esta escena es necesaria para corregir la incongruencia creada durante la segunda temporada al no revelarse el paradero del collar tras el regreso de Claire al presente. |
| Claire y Brianna regresan a Boston                               | Serie: Vemos a Claire y a Brianna con las maletas hechas y luego en el avión rumbo a Boston. | Libro: Esto no sucede en el libro, Brianna se queda en Escocia y continúa la investigación con Roger mientras Claire regresa a Boston pues se han agotado todas las prórrogas posibles que podía hacer a sus vacaciones y porque tenía obligaciones pendientes. |
| Roger encuentra a Jamie en 1764                                  | Serie: Roger le dice a Claire que encontró a Jamie, entonces le muestra una copia de un periódico en el que hay un artículo sobre la Ley de Comercio Interior en 1764 que termina diciendo “Libertad y whisky”, además al inicio hay una cita de un poema de Robert Burns, que para ese momento tenía solo 6 años de edad, lo que quiere decir que es una prueba irrefutable de que lo escribió una persona con conocimientos del futuro.                                                        | Libro: En el libro Roger encuentra esta evidencia junto a Brianna quien se queda con él en Escocia mientras Claire regresa a Boston a cumplir con sus múltiples pendientes. Además de esta evidencia Roger y Brianna encuentran el documento de cesión de Lallybroch y lo usan para comparar la letra de Jamie con anotaciones que encuentran en un borrador de un artículo que se sospechaba él había firmado en 1765. Al encontrar esta información le envían un telegrama a Claire diciendo que habían encontrado a Jamie.                               |
| Claire no se alegra con el descubrimiento de Roger               | Serie: Claire no se alegra con el descubrimiento de Roger, por el contrario le reclama por qué siguió con la investigación si ella no le pidió que lo hiciera. Continúa diciendo que hace 20 años cerró la puerta al pasado, que podía seguir viviendo sin saber qué había ocurrido y luego cuando supo que Jamie sobrevivió a Culloden sus esperanzas volvieron pero no quiere seguir con esto. Ante la angustia de Claire, Roger le asegura que es verdad que Jamie está vivo y es real.       | Libro: En el libro sucede exactamente lo contrario, Claire cada día está más ansiosa y entusiasmada ante la posibilidad de saber qué sucedió con Jamie. En cuanto recibe el telegrama empieza a prepararse para regresar a Escocia y toma las debidas precauciones con sus propiedades y responsabilidades para poder regresar al pasado. |
| Claire no quiere dejar a Brianna                                 | Serie: Claire le dice a Roger que no puede irse y dejar a Brianna y menos en este momento y le pide que no le cuente a Bree el descubrimiento. | Libro: En el libro Claire tiene una cierta tristeza por lo que significa dejar a su hija, pero ella no vive esta angustia que nos muestran en la serie. En el libro Brianna ya lleva varios años viviendo fuera de casa y Claire confía que tanto Joe Abernathy como Roger serán de gran apoyo para su hija. Tampoco es necesario que Roger le oculte nada a Brianna pues ella estaba junto a él durante la investigación sobre Jamie y sabe todo al respecto antes que Claire.                                                                             |
| Claire cuenta sus miedos a Brianna                               | Serie: Claire le pregunta a Bree si pensó bien sobre que ella se fuera, porque no hay garantías y lo más seguro es que no se vuelvan a ver. Es posible que Claire no este cuando Brianna se case y tampoco podrá ver a sus nietos. Brianna le responde que intenta averiguar si es más Randall o Fraser, pero lo que sí sabe que es más Claire que cualquiera de sus padres. | Libro: Esta conversación no tiene lugar en el libro porque Claire no le hace tantos planteamientos sobre su marcha a Brianna. Brianna sí tiene dudas e inseguridades respecto a la marcha de Claire y a quedarse sola pero se las cuenta a Roger. Además se muestra muy segura ante Claire dándole aliento para viajar para encontrar a Jamie y diciéndole que si se arrepiente de ir ira ella misma a buscar a su padre. |
| Claire piensa que Jamie puede haberla olvidado                   | Serie: Claire se pregunta qué pasa si Jamie se ha olvidado de ella o si ya no la ama, entonces Brianna le responde que el amor que tuvo por Jamie fue lo más poderoso en la vida de Claire y que tiene que confiar en que a Jamie le pasó lo mismo. | Libro: En el libro, Claire considera el hecho de que Jamie pueda haber creado otros lazos en sus 20 años de separación pero en ningún momento antes del viaje piensa en que pueda haberla dejado de amar. |
| El vestido para regresar al pasado                               | Serie: Brianna le pregunta cómo hará para llevar tantas cosas y Roger dice que necesitaría su propio cinturón de herramientas como usa el “Caballero de la noche”. Bree se burla de su madre diciendo que si sería capaz de hacerlo ella misma. Entonces vemos como Claire, a partir de un impermeable, corta y cose su propio traje con varios bolsillos secretos para viajar al pasado. | Libro: Esto no sucede en el libro, Claire concurre a una tienda de Edimburgo que vende trajes de época pero de confección moderna. Allí compra un vestido color dorado intenso con reflejos pardos y ambarinos y con un cierre de cremallera en la espalda. |
| Claire se tiñe el cabello                                        | Serie: Claire se mira en el espejo, contempla su rostro, examina sus facciones, se suelta el cabello. Está examinando su aspecto, su apariencia, examina sus canas, luego ya la vemos con su cabello teñido. | Libro: En el libro, Claire no presenta las canas tan marcadas que presenta en la serie por lo que no siente la necesidad de teñirse el cabello. Gracias a las comodidades y buena alimentación de su vida en el siglo XX, Claire se ve mucho más joven que las mujeres del siglo XVIII de su misma edad. |
| El día de Jamie antes de ver a Claire                            | Serie: Madame Jeanne arregla el pañuelo de cuello a Jamie y le acomoda el abrigo, luego se despide casi cariñosamente de él. Jamie sale a la calle y camina hasta su imprenta. Allí se encuentra con dos de sus contrabandistas y los envía a entregar unos panfletos sediciosos. | Libro: Esta mirada al día de Jamie antes de reencontrarse con Claire no ocurre en el libro. Éstas escenas fueron creadas especialmente para la serie, ya que los lectores que sólo tienen la visión del reencuentro a través de los ojos de Claire. |
| Jamie confiesa la existencia de su hijo Willie                   | Serie: Jamie está mirando las fotos de Brianna, se levanta y le dice a Claire que tiene algo que decirle, entonces le cuenta que tiene un hijo, que se llama Willie, que no se lo contó ni a su hermana Jenny. Le explica que fue cuando estuvo en Inglaterra al servicio de la familia Dunsany, que el niño es un bastardo y que no cree que lo vuelva a ver. | Libro: En el libro es Lord John quien le cuenta a Claire de la existencia del hijo de Jamie en una conversación que tienen durante en el baile del gobernador en Jamaica. Esa misma noche Jamie le confiesa toda la verdad a Claire. |
| Fergus y Claire se reencuentran en la calle                      | Serie: De camino a la taberna Jamie retiene del brazo a Claire y le señala a un muchacho, Claire lo mira y el muchacho a ella, Fergus la reconoce, está muy emocionado, se abrazan y al tomarse de las manos Claire ve que Fergus tiene una mano de madera; al preguntarle qué pasó él responde que la perdió luchando contra los casacas rojas. | Libro: En el libro, Claire se reencuentra con Fergus en el burdel. El joven la reconoce inmediatamente y cae a sus pies abrazando a Claire por los muslos y con la cara a la altura de la entrepierna de ella. Ella al principio no lo reconoce y le grita que la suelte. Entonces cuando él levanta el rostro hacia Claire ella puede reconocer al niño debajo del hombre y grita “Fergus, eres tú!” y se fusionan en un abrazo. |
| “Hazlo ahora y no seas suave”                                    | Serie: Cuando están a punto de hacer el amor por primera vez después de los 20 años de separación, Claire le dice a Jamie ”Hazlo ahora y no seas suave” urgiéndole a que ignore los preliminares y vaya directo a la acción. | Libro: En el libro Claire solo piensa en decirle esto a Jamie pero no lo hace porque considera que es demasiado pronto y demasiado tarde a la vez… aun no había perdido su timidez del todo aunque recordaba claramente el tiempo en el que no la hubo entre ellos. |
| Jenny reclama a Jamie por su bigamia                             | Serie: Jenny le dice a Jamie que él no es el más indicado para decirle qué hacer con su hijo cuando está cometiendo pecado al tener dos esposas. Jamie le dice que jamás se hubiera casado de saber que Claire vivía. | Libro: Esta conversación no existe en el libro dado que el lector no se entera del segundo matrimonio de Jamie hasta el mismo instante en que se entera Claire. Ninguno de los otros personajes le recuerda este detalle ni le está insistiendo en que se lo cuente todo a ella. |
| Claire considera decirle la verdad a Jenny                       | Serie: Jamie habla de establecerse en Lallybroch y Claire contesta que Jenny no la soporta y tal vez sería mejor decirle la verdad, Jaime le dice que no lo entendería a lo que Claire le responde que si Murtagh lo entendió tal vez Jenny lo entienda. Pero Jamie le recuerda que su hermana jamás salió de la granja a diferencia de Murtagh que había visto más mundo. | Libro: En ningún momento de este libro Claire considera decirle la verdad a Jenny. Ya para cuando había nacido el joven Ian, Jamie había decidido no decirle la verdad pues pensaba que no lo podría comprender. Tampoco lo comparan con la situación de Murtagh pues en el libro nunca quedó claro si Murtagh sabía su verdad. |
| Claire y Jamie conversan en privado con el gobernador de Jamaica | Serie: Jamie se sorprende al ver que el gobernador es su amigo Lord John y Grey se sorprende aún más al ver a Jamie por lo que les pide que conversen en privado. Ya en su despacho Lord John le dice a Jamie que se alegra de verlo y Jamie le pregunta por Willie. Entonces John mira a Claire y Jamie le aclara que ella ya sabe lo del niño por lo que siguen conversando sobre Willie. | Libro: Jamie acude a la residencia del gobernador sabiendo que Lord John es el nuevo gobernador de Jamaica. Este conversa en privado y a solas con Lord John y Claire, que no sabe de la existencia de Willie ni de la amistad entre ellos, se siente traicionada al ver cómo éstos se abrazan. Más tarde ella conversa en privado con Lord John quien le revela de la existencia de Willie. |
| Jamie es capturado por el capitán Leonard                        | Serie: Fergus y Marsali ven que el capitán Leonard llega a la recepción del gobernador y alertan a Jamie. Claire y Jamie se marchan junto a Temeraire y poco después paran el carruaje camino a Rose Hall para que Temeraire vaya en busca de su nueva vida. En ese momento llega el capitán Leonard con soldados y detiene a Jamie por el asesinato de John Barton. Antes de ser apresado por los soldados Jamie le da a Claire los retratos de los niños y le pide que encuentre al joven Ian. | Libro: En el libro, Jamie no es capturado por el capitán Leonard. El capitán llega a la recepción del gobernador pero no se encuentra con Jamie quien se había presentado a todos como el francés, Etienne Marcel de Provac Alexandre, y Lord John por sus sentimientos hacia Jamie oculta su verdadera identidad. Tampoco podría detenerlo por el asesinato del agente de aduanas cuyo cadáver fue escondido en el barril de crema de menta pues éste nunca es encontrado por las autoridades inglesas. El nombre de este agente se desconoce en el libro. |
| El final del señor Willoughby y Margaret                         | Serie: Una vez el señor Willoughby defiende a Margaret de su hermano se supone que ambos continúan con sus planes de irse juntos a Martinica. | Libro: Sus finales son muy distintos en el libro. Sus historias nunca se cruzaron. El señor Willoughby huye luego de matar al reverendo Campbell pues estaba siendo buscado por el asesinato de la señora Alcott en la recepción del gobernador. Margaret termina viviendo con los cimarrones quienes la adoraban por su habilidad de servir de médium. |
| El portal para viajar en el tiempo es un estanque                | Serie: Claire se enfrenta a Geillis quien está a punto de quemar al joven Ian y se da cuenta de que el portal es el estanque por donde Geillis quiere escapar. Entonces cuando Geillis se levanta y corre hacia el estanque Claire toma el machete y la ataca de tal forma que casi le corta la cabeza. Luego se siente terriblemente atraída por el portal pero Jamie la salva. | Libro: En el libro, Claire ataca de igual manera a Geillis pero por lo descrito no hay ningún estanque en la cueva. El portal para viajar en el tiempo podría haber sido misma cueva o el círculo de piedras que hay en la superficie cerca de la entrada a la cueva. |
| Claire recuerda los restos que examinó con Joe Abernathy         | Serie: Una vez fuera y lejos de la cueva Claire sigue con el machete en la mano y recuerda los restos óseos que examinó con su amigo el doctor Joe Abernathy en 1968. | Libro: En el libro, Claire no tiene estos recuerdos en este momento pero sí más adelante en la historia. En ese momento recuerda las palabras de Joe al describir los restos encontrados en una cueva del Caribe y los relaciona con la muerte de Geillis y llega a la conclusión de que los restos eran de la bruja de ojos verdes. |
| Sanos y salvos en una playa                                      | Serie: Jamie acomoda a Claire sobre una tablas y cuando despierta están en una playa. Son encontrados por una niñita que da aviso a sus padres. Jamie y Claire se encuentran bien de salud y preguntan por la gente del Artemis. Los padres de la niña les cuentan que todos están a salvo y que están en Georgia. | Libro: Al caer al agua enredada en las sogas, Claire se fractura la tibia izquierda. Jamie la rescata y permanecen a flote hasta llegar a la costa que habían visto desde el barco. Cuando Claire despierta está en una cómoda y limpia cama en la casa del matrimonio Oliver donde Jamie le relata lo que había ocurrido y más tarde descubren que están en Georgia. |